# Gira del Arcoíris
La gira internacional de Eva Perón fue un viaje diplomático no oficial que realizó la primera dama argentina Eva Perón en varios países europeos y suramericanos en verano de 1947. La prensa de la época y ella misma la llamaron la gira del Arcoíris, y en ocasiones también ha sido llamada la gira europea de Eva Perón, aunque la gira incluyó también Brasil y Uruguay. Varios días antes de iniciar la gira, la confederación anarquista CGT Argentina le entregó el título honorífico de embajadora de la paz, y a lo largo de la gira se le identificó a menudo con este sobrenombre.
El recorrido pasó por España, Italia, El Vaticano, Portugal, Francia, Mónaco, Suiza, Brasil y Uruguay, en este orden. Salió de Argentina el 6 de junio de 1947, en un avión que España puso a su disposición, y retornó al puerto de Buenos Aires desde Montevideo el 23 de agosto de ese mismo año, en un total de 79 días.
En general el calendario de Eva fue relativamente común para todos los países de la gira e incluyó visitas oficiales a monumentos, edificios históricos o celebraciones religiosas y folclóricas, cenas de gala, encuentros con sindicalistas y grupos empresarios, y la ratificación y/o firma de tratados comerciales por la provisión de grano argentino, acuerdos sobre inmigración, préstamo de pesos argentinos, etc. Argentina firmó varios acuerdos con España, un tratado que incluía un préstamo de 600 millones de pesos a Francia durante la gira, un préstamo de 350 millones de pesos a Italia el 13 de noviembre, y durante ese año y el siguiente se firmaron acuerdos con 11 países más.

## Contexto histórico
Argentina en 1947 se encontraba en un momento de auge económico y político, el país había celebrado las elecciones presidenciales de 1946 tras el golpe de Estado del 43, iniciándose el primer gobierno de Perón. Fue una etapa de expansión de la capacidad industrial y agropecuaria, especialmente del trigo, basada en una planificación estatal del sistema económico a través del plan quinquenal. A nivel de política exterior se creó el Instituto Argentino de Promoción del Intercambio, un organismo estatal con el fin de nacionalizar y centralizar el comercio exterior, aunque las relaciones comerciales se hacían a través de la Secretaría de Comercio. Las presiones que los aliados ejercieron sobre Argentina por su posicionamiento frente a las potencias fascistas durante la Segunda Guerra Mundial se aliviaron al terminar la guerra, y especialmente tras la declaración guerra a las potencias del Eje como requisito previo para su entrada en las Naciones Unidas. Argentina mantuvo relaciones con las Potencias del Eje hasta el 26 de enero de 1944 y no declaró la guerra a Alemania y Japón hasta el 27 de marzo de 1945. Al final de la guerra solo diez países mantenían relaciones diplomáticas plenas con Argentina, entre ellos España.
Argentina se benefició de sus alianzas económicas durante la guerra, acumulando ingentes reservas económicas gracias a la venta de alimentos a los países en guerra, pero los principales compradores europeos de productos agropecuarios argentinos quedaron devastados tras la guerra mundial (como Francia o Italia), y sus economías estaban en recesión. Este factor, junto con la necesidad de divisa extranjera para comprar el material necesario para el desarrollo industrial, hizo que el Gobierno de Perón impulsara las relaciones comerciales a través de pactos bilaterales con los países europeos necesitados de grano. A nivel latinoamericano intentó promover sin éxito los mercados comunes aboliendo tarifas aduaneras y incentivando el comercio regional. A partir de la primera mitad de los 50 el comercio con Europa disminuyó significativamente y Brasil pasó a ser el principal importador de trigo argentino a nivel internacional. Los diez clientes principales de Argentina en 1948 fueron Gran Bretaña, Estados Unidos, Italia, España, Bélgica, Brasil, Francia, Países Bajos, India y Suiza. Eva Perón visitó cinco de ellos durante su gira. Los acuerdos comerciales de esa época se caracterizan por incluir una cláusula para no practicar una política trueque o triangulación comercial, buscando la transacción directa, para evitar “la importación, fabricación o ventas de productos que lleven marcas, nombres, etc. que comporten una falsa indicación sobre el origen o cualidad del producto” (Torres Gigena, 1943).

### Relaciones entre Argentina y España
Perón visitó España por primera vez en 1940 cuando ejercía como agregado militar de la embajada argentina en la Italia fascista, pasando por Zaragoza, Madrid y Barcelona. Franco invitó a Perón a visitar España en diversas ocasiones tras las elecciones de 1946 en las que resultó presidente, pero todas las invitaciones fueron rechazadas hasta 1947, cuando se decidió que Eva Duarte realizara el viaje junto con una comitiva. Argentina había reconocido oficialmente al Gobierno franquista como el gobierno legítimo de España, pese a haber llegado al poder tras un golpe de Estado fallido y una posterior guerra civil, y las relaciones diplomáticas y comerciales se mantuvieron tanto a lo largo de la guerra civil española, de la Segunda Guerra Mundial y hasta principios de los años 50, cuando empezaron a deteriorarse.
Los acuerdos y tratados comerciales entre Argentina y España de los años 40 trataban principalmente del envío de trigo, maíz y otros alimentos por parte de Argentina para aliviar la situación de hambruna que se vivía en la España de la posguerra, a cambio del envío por parte de España de acero, maquinaria y otros minerales para promover el crecimiento industrial iniciado a principios del siglo XX y promovido especialmente a través del Primer Plan Quinquenal de Perón.
Estos intercambios llevaron alimentos a una población que se encontraba en una crisis alimentaria severa producida por los destrozos de la guerra civil por la sequía de principios de los 40 y la disminución de la mano de obra debido a la represión franquista o la falta de fondos del Banco de España debido a la operación del Oro de Moscú entre otras razones. 
España también mantuvo relaciones con los Estados fascistas durante toda la Segunda Guerra Mundial, y pese a su postura oficial no beligerante, entre otras cosas participó en el frente oriental con la División Azul. Tras la guerra recibió un aumento de las sanciones y del aislamiento en las relaciones internacionales durante los primeros años de la posguerra.En 1946 la ONU aprobó la resolución 39 que instaba a los países miembros a cesar las relaciones internacionales y diplomáticas con España, aplicando entre otras medidas la retirada de embajadores, en lo que se llamó cuestión española. Sólo Argentina, además de Portugal, Suiza, Irlanda y el Vaticano que no pertenecían a la ONU, mantuvieron sus representaciones en Madrid.
No fue hasta mediados de los años 50 que con el con el recrudecimiento de la Guerra Fría, y el progresivo acercamiento del régimen franquista a los países capitalistas debido a su postura anticomunista, España empezaría a mejorar su situación económica y diplomática con cambios como el levantamiento del embargo en el 50 y la entrada en la ONU en el 55 o el inicio de la ayuda estadounidense en el 53. Tanto el régimen franquista como el primer gobierno de Perón eran considerados por muchos países, como Yugoslavia o Bielorrusia, como los dos principales remanentes del fascismo a nivel internacional tras la derrota del resto de las potencias del Eje. Pese a esto Argentina asumió el papel de representante de España ante los países soviéticos, muy reacios a relacionarse directamente con España.
Según el historiador Raanan Rein los factores que motivaron esta colaboración entre España y Argentina no fueron solo económicos sino también ideológicos y de afinidad política, reforzados también por la recuperación del concepto de la hispanidad (solidaridad hispánica) que ganó popularidad en España e Hispanoamérica durante el periodo de entreguerras, sobre todo en círculos políticos de derecha o nacionalistas, así como un factor propagandístico importante.

### Relaciones entre Argentina e Italia
Italia, en plena reconstrucción económica tras su participación en el bando del Eje durante la guerra y la posterior guerra civil, se encontraba en un momento de agitación obrera, presión anticomunista gubernamental y una crisis económica provocada entre otras cosas por la alta inflación y la mala cosecha del 47. Por otro lado Argentina era para Italia un símbolo de la acogida ya que durante décadas había permitido que una gran cantidad de familias italianas pobres emigraran hacia allí, a lo que ayudó el apoyo de Argentina a Italia durante el tratado de París de febrero. En 1947 había 800.000 inmigrantes de esa nacionalidad, cantidad que aumentó en 300.000 más durante la siguiente década.
El 31 de mayo de ese año tras excluir a los ministros comunistas del gobierno, Alcide De Gasperi formó un gabinete demócrata cristiano en minoría, pero con el voto de confianza por 274 votos contra 231. Por otro lado la agitación social era notable, como se vio en mayo con la masacre de Portella della Ginestra o con las huelgas generales de otoño, y durante la estancia de Eva en el país los conflictos sociales se hicieron palpables.
A finales de febrero se firmó el primer tratado de emigración italoargentino, en verano Eva llegó como representante de un país que abastecería a Italia de trigo y en octubre se firmó un acuerdo comercial-financiero. El tratado de migración estaba dirigido a aumentar la cantidad de mano de obra técnica cualificada que Argentina necesitaba para llevar a cabo el Plan Quinquenal, lo que a su vez le convenía a Italia debido a su elevada tasa de desempleo.
El 27 junio Il Messaggero publicó una entrevista a Perón en la que definía la política hacia Italia en tres puntos: la promoción de una inmigración calificada para la naciente industria argentina, la incentivación de las inversiones italianas en áreas como las infraestructuras, la industria y la petroquímica, y la intención de ocupar un lugar destacado en la situación geopolítica de la posguerra.

### Relaciones entre Argentina y Portugal
La dictadura del Estado Novo de Salazar, que llegó al poder a través de un golpe de Estado en 1926 contra la Primera República Portuguesa, mantuvo una postura oficial de neutralidad durante la guerra y permitió que Estados Unidos estableciera bases militares en las Azores en 1944, por lo que sobrevivió sin recibir daños en la península. Durante la guerra exportaba principalmente productos textiles, metales y tungsteno a los países europeos en guerra (tanto si apoyaban al Eje como a los Aliados), acumulando así una gran cantidad de divisas y desarrollando en cierta medida la economía portuguesa. En cuanto a las colonias, que aunque estaban muy poco desarrolladas, proporcionaban cierta riqueza principalmente a través de la extracción de recursos, y se mantuvieron bajo dominio portugués hasta los años 70. 
A pesar del carácter autoritario del régimen, Portugal no experimentó los mismos niveles de aislamiento internacional que la España franquista después de la Segunda Guerra Mundial. A diferencia de España, Portugal bajo Salazar fue aceptado en el Plan Marshall (1947–1948) a cambio de la ayuda que brindó a los Aliados durante las etapas finales de la guerra. Además, también a diferencia de España, fue uno de los 12 miembros fundadores de la Organización del Tratado del Atlántico Norte (OTAN) en 1949, un reflejo del papel de Portugal como aliado contra el comunismo durante la Guerra Fría a pesar de su condición de único fundador no democrático.

### Relaciones entre Argentina y Francia
La Cuarta República francesa, proclamada en octubre de 1946, invitó a Eva como enviada diplomática argentina con todos los honores de Estado, por una parte por la relación histórica entre los dos países pero también por la necesidad que tenía Francia del suministro de alimentos por parte de Argentina (especialmente carne y trigo) ya que se encontraba en estado de carencia tras la guerra. El Gobierno provisional tomó diversas medidas de urgencia como la nacionalización de sectores clave de la economía pero no fue suficiente y se reflejaba en las cartillas de racionamiento vigentes desde 1945, que daban derecho a doscientos gramos de pan por día por persona, lo que era claramente insuficiente. 
El primer plan quinquenal francés, iniciado a principios del 47 y conocido como plan Monnet, se sustentó en parte por la financiación en forma de fondos de contravalor aportada por el plan Marshall y por el tratado francoargentino. Este tratado, firmado por el embajador argentino Julio Victoria y el ministro de exteriores George Bidault con la presencia de Eva Perón el 22 de julio, garantizaba un préstamo a Francia a través del cual Argentina administraría trigo y otros alimentos por cinco años por valor de 600 millones de pesos argentinos. 250 de estos se cobraron en carácter retroactivo por lo suministrado desde 1945. El tratado estipulaba también que el transporte de las mercancías lo realizaría el magnate griego con nacionalidad argentina Aristóteles Onassis, con quien Eva y su comitiva se reunieron una semana más tarde en la Riviera francesa. El periódico Le Monde del 24 de julio de 1947 publicó además que el acuerdo incluía el intercambio en particular de cuero, carne, cereales, aceites, y quebracho a cambio de acero, automóviles, diversos productos mecánicos, y en particular máquinas textiles y productos químicos.

### Relaciones entre Argentina y Suiza
Las relaciones comerciales entre Suiza y Argentina fueron importantes desde finales del siglo XIX, principalmente en los sectores de la producción eléctrica, bancaria e industrial como el textil. El capital suizo invertido en las empresas eléctricas Compañía Argentina de Electricidad (CADE) y Compañía Ítalo Argentina de Electricidad (CIAE) sumaban casi el 50% de las inversiones suizas en Argentina en la década de los años 30. El informe Rodriguez Conde de la Comisión Investigadora de los Servicios Públicos de Electricidad (1943) descubrió una trama de corrupción en 1936 y concluía con la recomendación de nacionalizar las dos compañías. La presión diplomática suiza, las nuevas inversiones en los proyectos hidroeléctricos para la construcción de Salto Grande y un contrato de compra de maquinaria de 200 millones de pesos frenaron la nacionalización y Perón prohibió la publicación del informe de la Comisión.
Pese a que entre 1945 y 1980 Suiza fue el segundo o tercer inversor extranjero en el país, al lado de Gran Bretaña y Estados Unidos, las relaciones comerciales entre Argentina y Suiza se vieron afectadas durante la posguerra por la imposición de restricciones. La Cámara de Relojería Suiza organizó una reunión con varios empresarios suizos en Lucerna para hablar de las restricciones establecidas en Argentina a las importaciones suizas que afectaban a la importación de telas de seda, maquinaria textil, motores eléctricos y al sector relojero. La exportación de productos suizos se redujo a la mitad durante el primer año de mandato de Perón, y el precio del trigo subió sustancialmente, lo que provocó un aumento del precio del pan en Suiza.

### Relaciones entre Argentina y Brasil
Entre el 15 de agosto y el 2 de septiembre de 1947 se celebró  en Brasil la Conferencia Interamericana para el Mantenimiento de la Paz y la Seguridad del Continente. Esta conferencia sirvió de continuación de la Conferencia de Chapultepec, celebrada en México en 1945 para sentar las bases de una alianza americana en caso de agresión, y que resultó en el Acta de Chapultepec y otros documentos como la Carta Económica de las Américas y la Declaración de México. De los 21 países miembros de la Unión Panamericana el único ausente en la conferencia de Chapultepec fue Argentina, país que no fue invitado debido a su postura neutral respecto al conflicto bélico. Esta segunda conferencia extraordinaria tenía como objetivo la firma del Tratado Interamericano de Asistencia Recíproca (TIAR) para transformar así el pacto de defensa mutua en algo permanente. Argentina consideró importante tanto el tratado del TIAR como la pertenencia a la Organización de Estados Americanos (creada en 1948) por un lado para posicionarse en el contexto de la Guerra Fría y por otro para reanudar las relaciones diplomáticas con el resto de Estados americanos. la delegación argentina estaba encabezada por el ministro de exteriores Juan Atilio Bramuglia, de tendencias aliadofilas i anticomunistas.  
Las relaciones comerciales entre Argentina y Brasil, detenidas durante la guerra, fueron reestablecidas en 1947 principalmente a través del intercambio de trigo argentino por neumáticos, fabricados con el caucho procedente de la segunda fiebre del caucho de los años 40.

## Etapas de la gira
La comitiva que acompañó a Eva Perón estuvo integrada por el propietario de la Empresa Líneas Marítimas Argentinas Alberto Dodero, que se encargó de la coordinación de la comitiva y de los gastos del viaje, por los militares y edecanes presidenciales Jorge Ballofet, Adolfo Gutiérrez y Jorge Rodríguez; los sacerdotes Hernán Benítez y Pedro Errecart; Juan Duarte, hermano de Eva y secretario privado de Juan Perón; el médico personal de Eva Francisco Alsina; su peluquero Julio Alcaraz; Asunta Fernández y Juanita Palmou, dos modistas de las marcas Henriette y Naletoff; los diplomáticos españoles López de Haro y Agustín de Foxá y el periodista encargado de los discursos oficiales Francisco Muñoz Azpiri. También iba el fotógrafo Emilio Abras y un periodista del diario Democracia, periódico que estaba bajo la tutela de la primera dama.
Se realizaron diversos intentos para visitar el Reino Unido, gobernado en aquel momento por el Partido Laborista, pero la petición de ser recibida en una visita oficial fue rechazada. El embajador argentino en Londres le transmitió que la invitación sería semioficial, lo que suponía que no sería hospedada en el palacio de Buckingham pero que sería invitada por la reina Isabel Bowes-Lyon a tomar el té. Se decidió rechazar la invitación y no viajar a Gran Bretaña.
Uno de los motivos del viaje fue también el de conocer de primera mano iniciativas distintas dedicadas a la obra social, principalmente en España. Durante su estada visitó en distintas ciudades diversas organizaciones sociales dependientes de la Falange y varios barrios obreros. De las noventa paradas que realizó en los 16 municipios en los que estuvo, diecinueve fueron visitas de interés social. Estas paradas incluyeron en Madrid el Frente de Juventudes, el Campamento Nacional Monasterio, el Hogar de Auxilio Social en el barrio de chabolas de Madrid llamado Ciudad Lineal, la Escuela de Capacitación Profesional, la institución sindical Virgen de la Paloma, la Ciudad Universitaria, la Casa de las Flores y los bloques de viviendas protegidas Virgen del Pilar edificados por la Obra Sindical del Hogar y el barrio de Cuatro Caminos, en Sevilla la finca Torre Pava y la fábrica de tabacos, la explanada de la residencia de estudiantes en Santiago de Compostela, la Casa del Pescador y la escuela para huérfanos de Vigo, y diversos barrios de barracas de Barcelona, especialmente de las barriadas de Montjuic. Estas visitas, así como los consejos de Ángelo Roncalli (posteriormente papa Juan XXIII al que conoció en Francia), la ayudarían en la estructuración de la Fundación Eva Perón un año después.

### España
España fue la primera etapa del viaje, y visitó varias ciudades entre el 7 de junio y el 26 de junio de 1947. En las distintas ciudades fue recibida con los honores de una jefa de Estado por altos cargos militares y eclesiásticos, hospedada en los mejores hoteles o en las residencias oficiales de Franco como el palacio de El Pardo o el de Pedralbes, así como con el privilegio reservado exclusivamente al Santísimo (y en aquellos años a Franco) de entrar en las catedrales bajo palio. Durante los 16 días recorrió 16 localidades españolas y asistió a actos multitudinarios, visitó múltiples edificios oficiales e históricos, centros de organismos como Auxilio Social, de la Sección Femenina de la Falange o del Frente de Juventudes. Los espectáculos, la música y las fiestas también formaron un eje central durante la visita, y el recorrido fue a menudo acompañado de conciertos, bailes folclóricos, música religiosa y otras manifestaciones artísticas. En el programa oficial se detallan once espectáculos (un concierto folclórico en Canarias, corrida goyesca y obra teatral de Lope de Vega en Madrid; zambra gitana en Granada; fiesta andaluza en Sevilla; verbena gallega en Vigo; y fiesta de San Juan, comedia de Shakespeare con música y fiesta popular en Barcelona), y además se celebraron veladas artísticas en las que participaron artistas populares del momento.
Durante este viaje la Radio Nacional de España elaboró la grabación de magnetófono más antigua de producción propia, conservada en su Archivo de la Palabra de Radio Nacional. En el mensaje transmitido por RNE el día 15 de junio dirigido a las mujeres españolas Eva Perón pronunció la frase que daría posteriormente nombre a su gira: «Se ha dicho que hemos venido a formar un ‘eje’ Buenos Aires – Madrid. Mujeres españolas, no he venido a formar ejes, sino a tender un arcoíris de paz con todos los pueblos».
El 6 de junio de 1947 partió del aeropuerto Presidente Rivadavia de Morón en un aeroplano DC-4 de la aerolínea Iberia enviado por el gobierno español, en la que fue la primera línea entre Europa y América del Sur establecida en 1946.  
La primera escala en territorio español fue el 7 de junio en Villa Cisneros (actualmente conocida como Dajla), que en el entonces formaba parte de la colonia española del Sahara, debido a que era usada por las tropas franquistas como aeropuerto militar. Fue recibida por el ministro de Asuntos Exteriores Alberto Martín-Artajo, por Francisco Franco Salgado, primo y secretario del dictador, así como por otros dignatarios y las Tropas Nómadas.  
Tras Villa Cisneros realizó una escala de cuatro horas en Las Palmas de Gran Canaria, donde fue recibida por el general Francisco García Escámez y el 8 de junio aterrizó en el Aeropuerto de Barajas de Madrid. 
El día 8 a las 8 de la tarde fue recibida por Francisco Franco, su mujer Carmen Polo y el Gobierno en pleno, tras lo cual fue trasladada al palacio de El Pardo donde residía la familia de Franco, en lo que es actualmente una de las residencias de la familia real española. Al día siguiente (día 9) a las 12 del mediodía se celebró una ceremonia en la plaza de Oriente ante 500.000 personas, durante la cual se le otorgó la Gran Cruz de Isabel la Católica. En espectáculo de la cena de ese mismo día actuaron artistas populares como Lola Flores, Carmen Sevilla o Manolo Caracol.
Con base en Madrid el día 10 visitó El Escorial, el campamento cercano del Frente de Juventudes; el día 11 visitó Ávila, donde entre otras cosas se reunió en el castillo de la Mota con la jefa de la Sección Femenina Pilar Primo de Rivera, tras lo cual pasaron por Segovia antes de volver a Madrid, donde se quedó también el día 12; y el día 13 visitó Toledo. El día 14 estuvo en Madrid para el 15 viajar hacia Granada dónde visitó diversos edificios históricos y la fábrica de explosivos El Fargue, y entre el 16 y el 17 visitó Sevilla, entre otras cosas para participar en una ceremonia de entrega de títulos de propiedad de tierras organizada por el Instituto Nacional de Colonización.
El día 18 se trasladó a Huelva donde en Palos visitó el monumento conmemorativo del viaje del Plus-Ultra, el primer vuelo entre España y Sudamérica, y el monasterio de La Rábida, que contiene numerosos objetos conmemorativos de la llegada de Colón a América.
El día 19 se trasladó a Galicia pasando por Santiago de Compostela, donde recibió la Medalla de Oro de la ciudad para su esposo y plantó un árbol en la Alameda de Santiago, todavía vivo en 2025. El 20 visitó Pontevedra y Vigo. El día 21 se trasladó a Zaragoza, donde visitó el santuario de la Virgen del Pilar, el 22 lo dedicó a recibir diversas comisiones y a la comunidad argentina de Zaragoza y por la noche llegó a Barcelona, reuniéndose con Franco de nuevo. El 24, aparte de una visita al monasterio de Montserrat, lo reservó como día personal, y el 26 partió hacia Italia desde el aeropuerto de El Prat.
Recibió numerosos regalos a lo largo de todas las etapas, entre ellos un tapiz con la reproducción de un cuadro de El Greco, un abanico de marfil y oro, un mantón de Murcia y un collar de filigrana de plata, cerámica española, perfumes y polveras, productos industriales de Cataluña o una reja artística de ocho toneladas de peso. Fue obsequiada con una colección de más de 50 trajes regionales, uno por cada provincia, confeccionados especialmente para ella.
En mayo de 1947 Juana Doña, una militante comunista apresada ese mismo año fue juzgada y condenada a pena de muerte. El PCE inició una campaña internacional para intentar salvar su vida y la de otros compañeros con igual condena. Eva Perón, a petición del hijo de Juana, intercedió en favor de Juana y consiguió que su pena fuera conmutada por 30 años de prisión. Sus compañeros de juicio fueron fusilados el 28 de agosto en el cementerio de Carabanchel.

### Italia
Eva aterrizó en el aeropuerto de Ciampino la noche del 26 de junio y fue recibida por la mujer del primer ministro Francisca Romani, el embajador argentino Rafael Ocampo Jiménez y el agregado comercial ante la Santa Sede Federico Quintas, entre otras personalidades. Se trasladaron a su residencia en Roma en la embajada argentina de Italia de la plaza del Esquilino, y ya el primer día se convocó una pequeña manifestación en contra de la visita de Eva convocada por el Consejo Central Obrero Comunista, dispersada violentamente por un batallón antidisturbios de la policía.
La mañana del 27 de junio visitó la Ciudad del Vaticano, independizado del Reino de Italia 18 años atrás, donde fue recibida con los honores de un jefe de Estado. Allí fue recibida por el noble italiano Alessandro Ruspoli junto con otros miembros de la nobleza papal y altos dignatarios eclesiásticos que la acompañaron a la biblioteca de la Santa Sede para reunirse con el papa Pío XII. Tras visitar la Capilla Sixtina y la basílica de San Pedro salieron del Vaticano para dirigirse a la sede principal de los franciscanos en Roma donde Pacifico Perantoni, general de la Orden de San Francisco, les otorgó a Juan y a Eva Perón el título honorífico de Hermanos de la Primera Orden Franciscana en la sede de la congregación. Cinco años y un mes más tarde, al morir, su cadáver fue vestido con la túnica franciscana y los símbolos correspondientes, a los que tenía derecho. Por la noche se celebró gala en la embajada argentina ante la Santa Sede donde un emisario del papa le trajo la Gran Cruz de la Orden de Pío IX para su esposo, la más alta condecoración papal otorgada a los laicos.
El sábado 28 visitó la tumba del soldado desconocido, el orfanato de la Obra Nacional para la protección de la Maternidad y de la Infancia, un organismo similar a la Obra Nacional Sindicalista de Protección a la Madre y al Niño de Auxilio Social, y las Fosas Ardeatinas.
El domingo 29 voló a Milán, donde pernoctó dos noches, y visitó la cripta de San Carlos Borromeo, el pabellón argentino en la Exposición Industrial que se estaba realizando y varios eventos más. El 30 fue al pueblo de Canobbio donde se le comunicó que se anularía la visita programada a Venecia y Florencia debido a que no se podía garantizar su seguridad ya que el dia anterior De Gaspari había sido zarandeado en una protesta en Venecia que terminó con cincuenta heridos y treinta detenidos.
Antes de volver a Roma pasó por Nápoles y Capri el día 1, y el 2 volvía a la capital para encontrarse con el primer presidente de la República Italiana Enrico De Nicola, con quién hablaron de la necesidad de trigo que tenía Italia y del accidente del buque Panigaglia, en el que murieron 70 personas el 1 de julio en el puerto de Civitaveccia. Bajo petición del presidente el 4 de julio asistió a la celebración del 171º aniversario de la independencia de los Estados Unidos en la embajada estadounidense de Roma.
El sábado 6 de julio asistió a la canonización de la religiosa francesa Jeanne-Elizabeth Bichier des Ages y con su séquito se trasladaron a la región septentrional de Liguria visitando Génova, Rapallo, Portofino, Sanremo, y Bordighera, para pasar unos días de vacaciones ya que se habían anulado las visita oficiales. Entre el 6 y el 14 de junio estuvieron en Rapallo aposados en la villa Poggio Fiorito de Alberto Dodero, en Santa Margherita Ligure de la Riviera italiana. La Compañía de Navegación Dodero se dedicaba al transporte de mercancías y personas entre Europa y Argentina y tenía su mayor filial en Europa; y Argentina tenía en Génova, la capital de Liguria, una oficina de migraciones.
El 14 de julio dejaron Santa Margherita Ligure viajando en coche hasta Génova, para tomar allí un avión militar a Roma, con destino a Portugal. La revista semanal Time dedicó la portada del día 14 de julio de 1947 a la gira de Eva Perón.

### Portugal
Durante su estancia en Francia el dictador portugués Antonio Salazar invitó oficialmente a Eva Perón a visitar Portugal, y fue recibida con los honores correspondientes a un jefe de Estado durante los cuatro días que duró su visita. El jueves 17 de julio Eva y su comitiva aterrizaron en el aeropuerto de Lisboa donde los recibieron el jefe de protocolo portugués Enrique Viana y Guillermo Castro Vélez Sarfield, ministro plenipotenciario argentino en Portugal. Tras hospedarse en el Hotel Aviz y almorzó con el presidente Óscar Fragoso Carmona y su esposa.
Las visitas a lo largo de la estancia, con base en Lisboa, incluyeron audiencias con políticos y empresarios, varias comidas y cenas de gala, museos, etc. También con la misma intención que en España de conocer distintos modelos de obras sociales visitó el barrio de Encarnação y la sede de la Fundación Nacional para la Alegría en el Trabajo.
El 18 se reunió con poetas y escritores lusitanos y visitó Setúbal.
El sábado 19, en compañía del embajador, recorrió los alrededores de Lisboa y se detuvo en Sintra, y en la ciudad costera de Estoril, visitando varios museos y barrios obreros. Por la noche Eva asistió en el consulado a una fiesta en honor del heredero al trono español Juan de Borbón, en el exilio al instaurarse en España la II República tras las elecciones municipales de 1931, y que tenía su residencia familiar en un balneario de Estoril. La monarquía fue reinstaurada por Franco al designar a Juan Carlos como heredero al trono y como sucesor en la jefatura del Estado.
El día 20 se reunió también el rey de Italia Humberto II de Saboya en la hostelería La Barraca en la localidad de Cascais, también exiliado en Portugal desde 1946.
Al amanecer del lunes 21 de julio llegaron al aeropuerto internacional de Lisboa con destino a París.

### Francia
En el aeropuerto de Orly le recibieron el ministro de exteriores francés Georges Bidault y otros embajadores de América Latina, y fue alojada en la primera planta del hotel Ritz. Pese a la antipatía que producía el régimen peronista en el seno del gobierno de reconstrucción nacional y en general en la sociedad francesa Eva fue recibida con los honores de un jefe de Estado, y se le asignó el coche que había pertenecido a de Gaule para recorrer París durante su estancia. En París visitó entre diversos recorridos turísticos la Torre Eiffel, la Cámara de Diputados y la tumba de Napoleón Bonaparte.
El martes 22 Eva asistió a la firma del tratado comercial francoargentino en una ceremonia realizada en el palacio del Quai d’Orsay la sede del Ministerio de Asuntos Exteriores, y oficializada por el embajador Julio Victorica Roca como representante del gobierno argentino y el ministro de exteriores francés George Bidault. Tras la firma del tratado francoargentino se le otorgó la cinta de la Legión de Honor en agradecimiento del trato comercial y del acogimiento de los más de 100.000 franceses migrantes que vivían en Argentina a principios del siglo XX.
El miércoles 23 no realizó visitas oficiales y se organizó en cambio una exhibición privada de moda en su habitación del hotel Ritz con Jacques Fath, Marcel Rochas y Christian Dior, que le tomaron medidas y se convirtieron en unos de sus modistas habituales. A las siete de la tarde se reunió con Ángelo Roncalli, nuncio apostólico de Francia y futuro papa Juan XXIII en la catedral de Notre Dame.
El día 24 visitó la Federación Nacional de Deportados e Internados Resistentes y Patrióticos (FNDIRP) y el Centro Francés de Bienestar Social, y después de la comida visitó el orfanato de Sévres y el Comité de Obras Sociales de la Resistencia.
El viernes 25 de julio visitó de forma excepcional el palacio de Versalles, cerrado al público desde el inicio de la guerra, así como el parque Bois de Boulogne y una escuela del barrio. Ese mismo día asistió junto al presidente Vincent Auriol a la ceremonia de cambio de nombre de la estación Obligado que pasó a llamarse estación de Argentine. Este cambio tuvo una gran importancia simbólica ya que su antiguo nombre hacía referencia al triunfo de la alianza francoinglesa sobre la Confederación Argentina en la batalla de la Vuelta de Obligado, como parte del bloqueo anglo-francés del Río de la Plata. El 1 de agosto recibió la Medalla de Oro al Principado (ein¿) por parte del príncipe Luís II.
El sábado 26 de julio partieron en coche hacia la Riviera francesa invitada por el empresario griego Aristóteles Sócrates Onassis. Pasaron la noche de camino en Aix-les Bains, una estación de aguas termales al pie de los Alpes, y el día 27 llegaron al Principado de Mónaco donde pasaría la mayor parte del tiempo visitando también Cannes, Cap D’Antibes y Niza.
Antes de dejar Francia la Fundación de Ayuda Mutua Francesa la condecoró con la gran cruz de la fundación debido a la donación de un cheque de 500.000 francos para los damnificados y tareas de socorro de la explosión del Ocean Liberty en el puerto Brest el 28 de julio de 1947.
El 3 de agosto partió en tren en dirección a Berna, pernoctando en Aix-les Bains y haciendo una parada de unas horas en Ginebra, donde la recibieron las autoridades locales. 

### Suiza
Ya en Suiza, hizo una parada en la estación de trenes de Ginebra Gare de Corvain donde la recibieron el día 4 el jefe de protocolo Jacques-Albert Cuttat y el ministro de exteriores Charles Duboule, junto con un comité de bienvenida. Visitó al complejo de edificios del Palacio de las Naciones, sede de la Oficina de la Organización de las Naciones Unidas en Ginebra desde 1946. Por la tarde tomó un tren en dirección a Berna.
Cuando la comitiva salía de la estación Central de Berna les lanzaron verduras y hortalizas, y un tomate impactó en el ministro de Relaciones Exteriores. Ese día Phillipp Etter, el presidente de Suiza, organizó una cena en su honor en el Palacio Federal.
El 5 de agosto partió hacia Lucerna y en la estación de tren un joven lanzó dos adoquines contra el coche en el que viajaba, uno de ellos rompió el parabrisas y los vidrios que saltaron hirieron al conductor. Allí participó en una ceremonia oficial, visitó el lago de los Cuatro Cantones, la capilla de Guillermo Tell y volvió a dormir en Berna.
El 6 visitó la ciudad de La Chaux des Fonds, centro industrial centrado en la relojería, y visitó la fábrica de Movado. Algunos de los obreros de la fábrica salieron de sus puestos de trabajo como señal de protesta por su visita. Pernoctó en la ciudad de Le Locle invitada por la Cámara de Relojería Suiza (Federación de la Industria Relojera Suiza a partir de 1982).
El día 6 por la noche se trasladó a Zúrich, capital de la banca suiza. El día 7 el recién creado Instituto Económico y Cultural suizo-argentino presidido por el arquitecto William Dunkel organizó una recepción privada con más de 400 banqueros y empresarios suizos en la que Eva pronunció un discurso sobre las “infinitas posibilidades que plantea la Argentina”. Ese día la revista alemana Der Spiegel publicó un reportaje con Eva de portada.
Tras dos días en la ciudad turística de Saint Moritz 10 de agosto al mediodía se dirigió de Zúrich al Aeropuerto Internacional de Cointrin, donde tomó un avión con escala en Lisboa en dirección a Dakar, de donde saldría en barco en dirección a Brasil. En esa escala del viaje, tras una conversación telefónica con Perón, anunció la donación de dos mil toneladas de trigo a España y mil de maíz específicamente a las Islas Canarias.En Dakar embarcó a bordo del vapor Ciudad de Buenos Aires de la compañía de Dodero que la llevó en un viaje de tres semanas a Río de Janeiro para asistir a la Conferencia Interamericana para el Mantenimiento de la Paz y la Seguridad del Continente.

### Brasil
Eva desembarcó en Recife y el 17 de agosto viajó en avión hacia Rio de Janeiro, la que era la capital de Brasil en aquel momento, hasta que Brasilia pasó a serlo en 1960. El avión de FAMA aterrizó en El Galeao y después de trasladarse al aeropuerto de Santos Dumont fue recibida por el presidente de la conferencia de Petrópolis, el ministro de exteriores brasileño Raúl Fernandez, y otros políticos y embajadores presentes en la conferencia. Eva recibió el ofrecimiento de hospedarse en el Palacio Laranjeiras, aunque prefirió instalarse en el hotel Copacabana Palace.
Asistió a una misa en la iglesia de La Candelaria y almorzó en el Hipódromo de Gavea invitada por el Jockey Club. El 17 por la tarde se reunió con el presidente Eurico Gaspar Dutra en el Palacio de Catete, y por la noche asistió a una cena organizada por el empresario Roberto Marinho, propietario del conglomerado audiovisual Grupo Globo.
El día 18 volvió a reunirse con el presidente de Brasil, asistió a un homenaje en la Cámara de Diputados y a otro en el palacio de Itamaraty, donde se la condecoró con el grado de comendador de la Orden de la Cruz del Sur.
El martes 19 recorrió las instalaciones de la organización de asistencia social Pequena Cruzada da Irmã Therezinha.
El día 20 asistió a la conferencia de George Marshall en Petrópolis, en la que expuso la posición de Estados Unidos sobre la seguridad regional, sentando las bases del Tratado Interamericano de Asistencia Recíproca (TIAR).
El jueves 21 fue el último día de Evita en la capital brasileña, y el 22 partió hacia Montevideo en avión.

### Uruguay
En Uruguay pasó menos de 24 horas, y era la segunda vez que visitaba el país ya que en 1937 actuó en el papel de Catalina en la representación de la obra Las inocentes de Lilian Hellman, en el Teatro 18 de Julio. En el aeropuerto fue recibida por la esposa del presidente de la República, la argentina Matilde Ibáñez Tálice, por el ministro de exteriores Mateo Márquez Castro y por otras personalidades políticas y diplomáticas tanto uruguayas como argentinas. También se organizó una comitiva de 300 obreros "descamisados" procedentes de Buenos Aires.
Del aeropuerto se trasladaron a la Casa del Gobierno donde fue recibida por el presidente de Uruguay Luis Batlle Berres, y después asistió a una recepción organizada por la Asociación Uruguaya de Protección de la Infancia y a un almuerzo en la residencia presidencial. También realizó una ofrenda de flores en el Colegio Militar en homenaje a José Gervasio Artigas, uno de los líderes de la Revolución Oriental.
El embajador de República Dominicana en Uruguay le entregó la Gran Cruz de Oro en atención a su obra social y a su gestión a favor del acercamiento internacional.
El 23 por la tarde se dirigió al puerto para embarcar en el vapor que la llevó a Ciudad de Buenos Aires ese mismo día.

## Legado cultural
Uno de los barrios de barracas de la periferia de Barcelona se cambió el nombre a La Perona tras la visita de Eva Perón debido a que corrió la voz de que la primera dama quería edificar un barrio de vivienda social donde se encontraban las barracas de la ronda de Sant Martí, en los terrenos propiedad de la RENFE a lo largo de las vías del tren.
La miniserie Carta a Eva dirigida por Agustí Villaronga y estrenada en 2013 narra la parte española del viaje de Eva Perón y la relación entre la primera dama argentina coy la primera dama española, Carmen Polo.